# Lyndsey Fry
Lyndsey Fry (Mesa, 30 ottobre 1992) è una hockeista su ghiaccio statunitense.

## Palmarès

### Olimpiadi invernali
- 1 medaglia:
  - 1 argento (Soči 2014)

### Mondiali
- 1 medaglia:
  - 1 oro (Canada 2013)